# الجراف (تعز)
الجراف هي إحدى قرى الجمهورية اليمنية. وهي تتبع جغرافيًا لمحافظة تعز. وإداريًا لمديرية شرعب الرونة. يبلغ تعداد سكانها 1221 نسمة حسب الإحصاء الذي جرى عام 2004.